# 劉果 (順治進士)
劉果（1627年—1699年），字毅卿，號木齋，山東諸城人，祖籍江南省砀山县（明弘治间始祖福公自江南省砀山县迁山东诸城县）。清朝官員。

## 生平
劉果於順治十五年（1659年）中進士。授山西太原府推官。改补知县，升刑部江南司主事。康熙十二年（1673年）升任四川司员外郎。因母喪回籍。

## 家族
諸城劉氏為當地望族。劉果父劉必顯為順治九年（1653年）進士，官至戶部員外郎。劉果弟劉棨亦為進士。劉棨子劉統勳，孫劉墉官至大學士，曾孫劉鐶之官至尚書。